# 大赵峪街道
大赵峪街道，是中华人民共和国陕西省商洛市商州区下辖的一个乡镇级行政单位。

## 行政区划
大赵峪街道下辖以下地区：
童河社区、卢河涧村、桃园村、王巷村、龙山村、刘塬村、冀村、四山庙村、东西岭村、刘河村、梁铺村和罗村。